# چوکوتاویا
چوکوتاویا (به انگلیسی: Chukotavia) یک شرکت هواپیمایی است که در تاریخ ۱ سپتامبر ۱۹۹۶ میلادی تأسیس شده است. دفتر مرکزی چوکوتاویا در آنادیر کشور روسیه واقع شده‌است و قطب این شرکت هواپیمایی در فرودگاه اوگولنی قرار دارد.